# 栄町 (会津若松市)
栄町（さかえまち）は、福島県会津若松市の町。郵便番号は965-0871。

## 概要
会津若松市市街地の中部に位置しており、神明通り南部東側の地域を町域とする。前述のように町内西部を神明通りが通っており、神明通りはアーケードを備えた商店街となっている。神明通り西側は中町で、神明通り北部は大町（西側）、中央（東側）である。

## 地理
会津盆地南東部に位置する会津地方の中心都市、会津若松市の北西部に位置する。周囲の地域とともに阿賀川の支流、湯川、溷川やその支流により形成された扇状地に発達した市街地、会津若松市の中心市街地の一部を形作る。東は宮町、西は中町、大町（大町一丁目）、南は東栄町、西栄町、北は中央（中央一丁目）、馬場町、上町に接する。

## 歴史

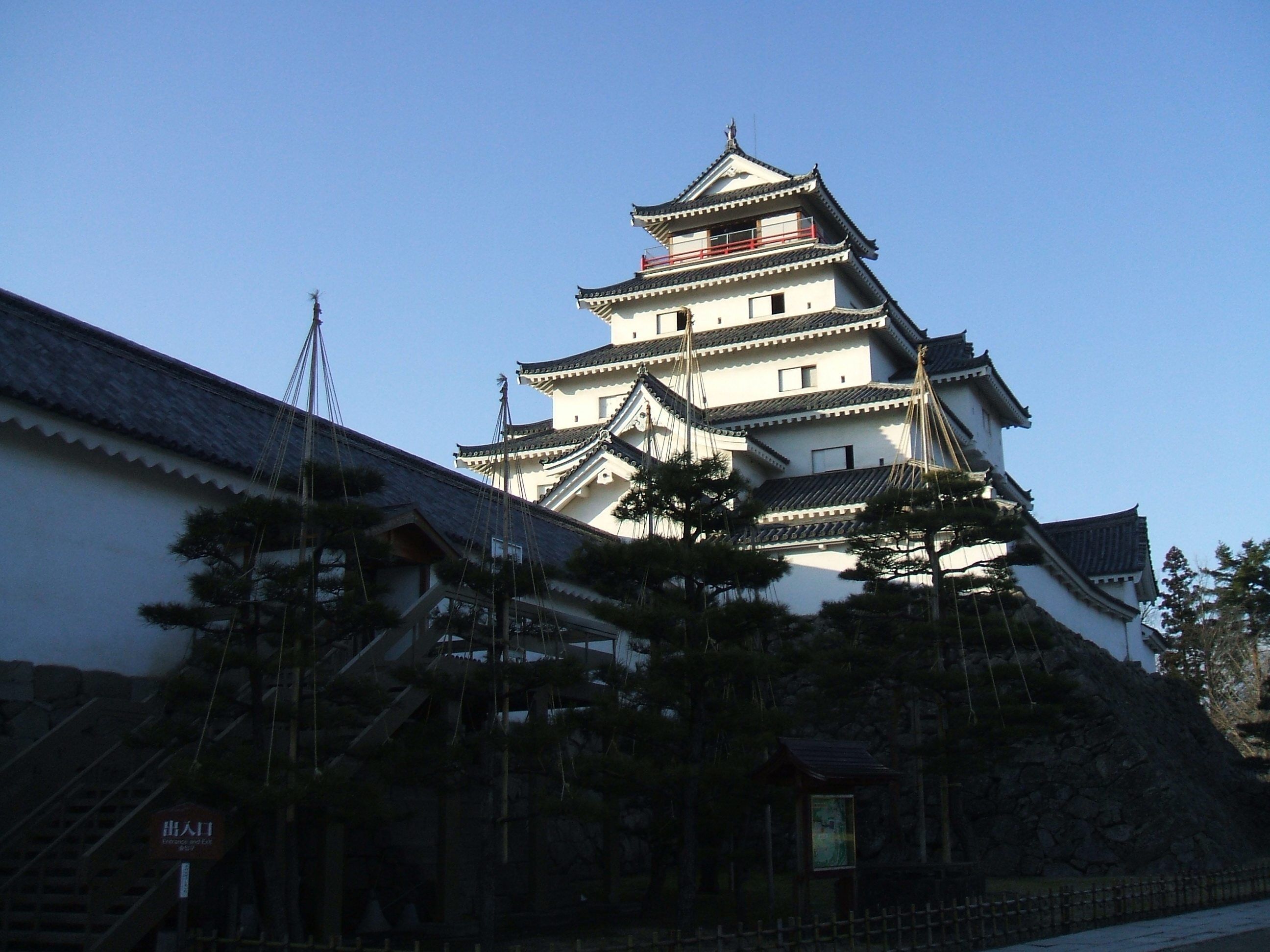
現在の若松城（鶴ヶ城）

### 近世
江戸時代、会津藩により周辺が治められていた時代、本町周辺に栄町という地名はなく、横道（よこどおり）、本丁など若松城（鶴ヶ城）下郭内の一部だった。特にこの中でも、本丁の通りは郭内で最も重要な通りとされ、士屋敷や役所などが多く存在していたとされる。本丁は追手側から本一之丁、本二之丁、本三之丁、本四之丁、五之丁、六之丁からなる東西六条の通りで、町域内には湯川の支流、車川が流れていたとされる。。その後、戊辰戦争により現在の本町周辺は大きな被害を受けた。

### 近代
明治に入ると、江戸時代からの若松城下の町は再編され、本丁、米代、小田垣、横道、権現下郭に加えて、小田町、半兵衛町のそれぞれ各一部（加えて外小田垣を含むとも見られている）が合わさり、若松栄町となる。この町名は、前述のように戊辰戦争により周辺の地域が大きな被害を受けたため、以後栄えることを願い付けられたものされている。また、1899年（明治32年）に町村制の施行により若松町内の町名となり、若松を冠しない栄町の町名となったほか、1889年（明治22年）には若松町の市制施行により若松市の町名となる。加えて、当町内には後に大町一之町に移転するまでの間、若松町役場が置かれていた。

### 現代
神明通りの開通（1944年（昭和19年））などを経て、1955年（昭和30年）に当時の若松市と高野村、一箕村、神指村、門田村、東山村、大戸村、湊村が合併、会津若松市となったことから、以後栄町は同市の町名となる。その後、1960年代には本町周辺などを含めた会津若松市の住居表示が実施される。これにより、現在の栄町のほか多数の町が誕生する。まず、1965年（昭和40年）に旧来の栄町の一部が、新たに栄町、中町、東栄町、西栄町、追手町、城東町、城南町、米代（米代一丁目、米代二丁目）、本町、山鹿町、湯川町、南花畑にそれぞれなったほか、一部が徒之町、新横町に編入される。次いで1966年（昭和41年）、一部が宮町、馬場町、宝町、花春町となる。そして1967年（昭和42年）、一部が城前となったほか、上六日町、大工町、馬場上一之町に加えて大町一之町、甲賀町の一部を編入する。
その後、町域西部の神明通りを中心に商業が発達するが、近年は商店街の空洞化などが進んでいる。このため、中心市街地活性化を図る動きとして、神明通りなどにおけるテナントミックス事業、神明通りへのベンチの設置、イルミネーションの実施などが行われている。

## 町名の変遷
| 実施後 | 実施年月日                | 実施前             |
| ------ | ------------------------- | ------------------ |
| 栄町   | 1965年（昭和40年）2月1日  | 栄町               |
| 栄町   | 1967年（昭和42年）8月10日 | 上六日町           |
| 栄町   | 1967年（昭和42年）8月10日 | 大工町             |
| 栄町   | 1967年（昭和42年）8月10日 | 馬場一之町         |
| 栄町   | 1967年（昭和42年）8月10日 | 大町一之町（一部） |
| 栄町   | 1967年（昭和42年）8月10日 | 甲賀町（一部）     |

## 世帯数と人口
2017年（平成29年）8月1日現在の世帯数と人口は以下の通りである。
| 町丁 | 世帯数  | 人口  |
| ---- | ------- | ----- |
| 栄町 | 142世帯 | 253人 |

## 交通

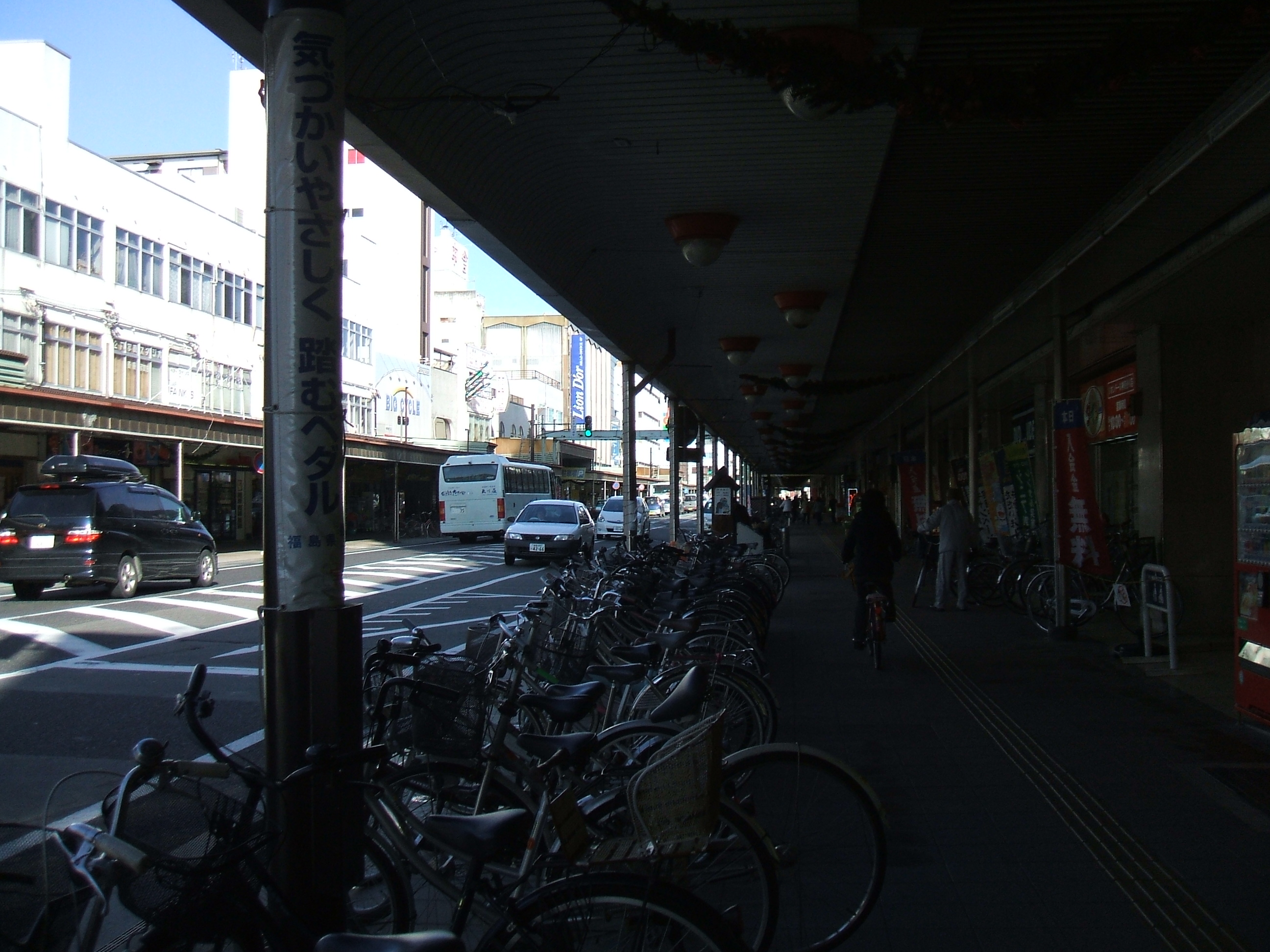
神明通りアーケード内部から

### バス
神明通りで会津乗合自動車によるバスが運行されている。

#### 系統
- 市内3コース
- 市内4コース
- 市内5コース
- 市内6コース
- 鶴ヶ城・飯盛山線
- 芦の牧線
- 原長谷川線
- ハイカラさん
- あかべぇ

- 塩川・喜多方線
- 熊倉・喜多方線
- 笈川線
- 永井野線
- 年貢町経由永井野線
- 新鶴線
- 本郷線
- リズム線

### 道路
- 国道118号
- 国道121号
- 国道401号
  - 国道121号、国道401号は国道118号との重複指定

#### 通り
- 神明通り

## 施設
- 会津服装専門学校
- レオクラブガーデンスクエア（旧・長崎屋会津若松店）
  - エフエム会津（同ビルに入居）
- 栄楽座（同町2丁目にあった映画館。2008年12月21日に閉館したが、会社自体は映画興行会社として存続している。）
- 会津若松市生涯学習総合センター（會津稽古堂）
  - 会津若松市中央公民館・会津若松市立会津図書館

## 神社、寺院、史跡、観光地など
- 興徳寺